# Team17
Team17 Software est une société britannique de développement, et d'édition, de jeu vidéo,  fondée en 1990 et basée à Ossett. La compagnie s'est d'abord illustrée sur la scène Amiga avec des jeux d'action comme Alien Breed, Project-X et Superfrog, puis en les portant sur compatible PC. En 1995, le studio connaît un succès international avec Worms, un jeu de stratégie multijoueur à l'humour décapant. En 2005, la série Worms s'est écoulée à plus de 9 millions d'exemplaires dans le monde.

## Histoire
Team17 est cofondé par Martyn Brown et Debbie Bestwick en 1990 sur les bases de 17-Bit Software, un groupe de jeunes artistes et programmeurs œuvrant dans le secteur du domaine public sur Amiga depuis 1987, et de "Team 7". Sous le nom de Team17 International, l'entité fait ses premiers pas sur le marché professionnel  avec Miami Chase, édité par Codemasters en 1990. 
Team17 Software voit officiellement le jour en décembre 1990 et publie désormais ses créations. Alors que la tendance de l'industrie est de décliner les jeux sur différents supports, les responsables du studio se concentrent sur la gamme d'ordinateurs Amiga, dont ils connaissent bien l'architecture. Martyn Brown se définit comme un fan de l'Amiga désireux de voir son potentiel exploité. Team 17 est ainsi créé en opposition à la mode de l'époque consistant à adapter des jeux Atari ST directement sur Amiga sans en exploiter les potentialités et dans l'optique de créer des jeux pour les Amiga pourvus de 1 Mio de mémoire vive et non de 512 kio,.
En juillet 1991, Full Contact reçoit un accueil favorable du public. Durant les quatre années suivantes, le studio développe une dizaine de titres qui revisitent différents types de jeu d'action — Alien Breed, Body Blows, Project-X, Superfrog — souvent considérés comme des classiques Amiga par la presse spécialisée. En parallèle, Team17 édite des productions de développeurs externes tels que Jamie Whoohouse (Qwak, All Terrain Racing), Psionic Systems (Assassin), Kaiko (Apidya) ou Bloodhouse (Super Stardust).
En 1994, la société entérine un accord avec Ocean Software qui se charge dès lors de la distribution de ses jeux. En septembre, lors du salon European Computer Trade Show à Londres, les dirigeants de Team17 rencontrent un jeune programmeur, Andy Davison, qui leur présente un projet de jeu d'artillerie sur Amiga, alors connu sous le titre Total Wormage. L'équipe produit le jeu qui voit le jour en 1995, rebaptisé Worms : il rencontre un important succès et est adapté sur la plupart des supports en activité.  Le dernier jeu Amiga de Team17 est Worms: The Director's Cut, sorti en 1997 sur Amiga AGA (bien après la faillite de Commodore), jeu que le studio définit comme leur « dernier jeu Amiga et, peut être, leur meilleur ».
Par la suite, Team17 tire surtout profit de la popularité de la série Worms, réalisant de nombreuses suites, extensions et déclinaisons. En mars 2020, la franchise a vendu plus de 75 millions d'exemplaires. La société a également sorti quelques titres originaux sur PC et consoles, sans connaître le même succès. Depuis 2006, elle diversifie ses activités en travaillant sur des franchises qui ne sont pas de sa propriété intellectuelle, notamment Lemmings (2006).
En janvier 2022, la société multiplie les acquisitions. Il rachète l'éditeur mobile américain The Label pour 21 millions d'euros et la licence Hell Let Loose auprès du studio australien Black Matter pour 37 millions d'euros. De plus, il achète la société allemande Astragon pour 75 millions d'euros, lequel est spécialisé dans les simulations tels que les franchises Bus Simulator, Construction Simulator et Police Simulator.
En octobre 2023, Team17 se sépare de près d'un tiers de ses effectifs, en licenciant 91 de ses employés répartis sur l'ensemble des départements de l'entreprise.
Le 28 décembre 2024, Martyn Brown, cofondateur du studio, décède dans son sommeil.

## Développement
Au début des années 1990, Martyn Brown est chef de projet sur toutes les productions Team17. Les jeux développés en interne sont programmés par Andreas Tadic, Peter Tuleby ou Stefan Boberg, avec des graphismes de Rico Holmes et des bandes-son de Allister Brimble ou Bjorn Lynne. Le développement des jeux était réalisé sous Amiga en langage assembleur. Les développeurs utilisaient Deluxe Paint, divers packages audio et un groupe d'outils conçus sur commande. Le développement occupait trois à quatre personnes et durait généralement 6 à 9 mois.

## Ludographie
- Alien Breed (1991)
- Alien Breed Special Edition '92 (1992)
- Project-X (1992)
- Alien Breed II: The Horror Continues (1993)
- Apache (1993, Psionic Systems)
- Apidya  (1993, Kaiko)
- Assassin  (1993, Psionic Systems)
- Body Blows (1993)
- Cardiaxx (1993, Eclipse Design)
- F17 Challenge (1993, Holodream Software)
- Overdrive (1993, Psionic Systems)
- Project-X Special Edition (1993)
- Qwak (1993, Jamie Woodhouse)
- Silverball (1993, Digital Extremes)
- Superfrog (1993)
- Alien Breed: Tower Assault (1994)
- Arcade Pool (1994, Mario Savoia)
- Assassin Special Edition (1994, Psionic Systems)
- Body Blows Galactic (1994)
- Super Stardust (1994, Bloodhouse)
- Ultimate Body Blows (1994)
- Alien Breed 3D (1995)
- All Terrain Racing (1995, Jamie Woodhouse)
- Arcade Snooker (1995)
- Kingpin: Arcade Sports Bowling (1995)
- Spheris Legacy, The (1995, Binary Emotions)
- Worms (1995)
- Alien Breed 3D II: The Killing Grounds (1996)
- World Rally Fever (1996)
- Worms United (1996)
- X2 (1996)
- Worms 2 (1997)
- Worms: The Directors Cut (1997)
- Addiction Pinball (1998)
- Nightlong: Union City Conspiracy (1998)
- Arcade Pool II (1999)
- Phoenix: Deep Space Ressurection (1999)
- Worms Armageddon (1999)
- Worms Pinball (1999)
- Stunt GP (2001)
- Worms World Party (2001)
- Worms Blast (2002)
- Worms 3D (2003)
- Worms Forts : État de siège (2004)
- Worms 4: Mayhem (2005)
- Army Men: Major Malfunction (2006)
- Lemmings (2006)
- Worms: Open Warfare (2006)
- Worms (2007)
- Worms: Open Warfare 2 (2007)
- Worms : L'Odyssée spatiale (2008)
- Alien Breed Evolution (2009)
- Leisure Suit Larry: Box Office Bust (2009)
- Worms 2: Armageddon (2009)
- Worms Reloaded (2010)
- Worms Revolution (2012)
- Superfrog HD (2013)
- Worms: Clan Wars (2013)
- The Escapists (2014)
- LA Cops (2015)
- Yooka-Laylee (2016)
- Worms W.M.D (2016)
- The Escapists 2 (22 août 2017)
- Overcooked 2 (2018)
- Planet Alpha (TBA 2018)
- Blasphemous (2019)
- Yooka-Laylee and the Impossible Lair (2019)
- Genesis Alpha One (2019)
- Automachef (2019)
- Hell Let Loose (2019)
- My Time at Portia (2019)
- Moving Out (2019)
- Main Assembly (2019)
- Ageless (2020)
- Going Under (2020)
- The Survivalists (2020)
- Worms Rumble (2020)
- Hokko Life (2021)
- Honey, I Joined a Cult (2021)
- Killer Frequency (2023)
- Moving Out 2 (2023)
- Blasphemous 2 (2023)
- Dredge (2023)
- Headbangers: Rhythm Royale (2023)
- Sintopia (2025)
- Date Everything! (2025)

## Identité visuelle (logo)

Logo de 1990 à 1991
Logo de 1991 à 2003
Logo de 2003 à 2012
Logo actuel, depuis 2018